# Ric Manrique
Ricardo Manrique, Jr. (23 de mayo de 1941 – 22 de septiembre de 2017), conocido artísticamente como Ric Manrique o Ric Manrique, Jr., fue un cantante filipino, intérprete de un estilo musical conocido como "Kundiman". Es conocido como uno de los dos "Hari Ng Kundiman" (Reyes del Kundiman), junto a Rubén Tagalog. Formó parte de una banda musical llamada Mabuhay Singers en la década de los años 1950. Grabó su primer álbum a principios de la década de los años 1960, la mayoría de sus temas musicales fueron lanzados bajo el sello de "Villar Récords". Ric Manrique interpretó tema musicales, en la que se convirtieron en éxitos para ser interpretadas también como bandas sonoras en películas filipinas. Su canción titulada "Ang Daigdig Ko'y Ikaw", fue el tema principal de una película de 1965, bajo el mismo título de este tema musical. En la que fue protagonizada por Fernando Poe Jr. y Susan Roces. Lo cantó a dúo con la cantante Pilita Corrales.

## Discografía

### Villar International Music Publishing
- 1995: D'yos Lamang Ang Nakakaalam
- 1997: Kundiman
- 2007: Ang Pasko ay Pag-ibig
- 2009: Ric Manrique Jr. Sings Ilocano Songs
- 2010: Sa Piling Mo
- 2010: Dahil Sa Isang Bulaklak
- 2013: Magbalik Ka Lamang